# Kościół św. Katarzyny w Bańskiej Szczawnicy
Kościół św. Katarzyny (tzw. „słowacki”; słow. Kostol svätej Kataríny) – zabytkowy kościół obrządku rzymskokatolickiego w Bańskiej Szczawnicy na Słowacji.

## Położenie
Kościół znajduje się w historycznym centrum miasta, w trójkącie wyznaczonym przez Plac Świętej Trójcy (słow. Námestie Svätej trojice) i Plac Ratuszowy (słow. Radničné námestie).

## Historia
Kościół pod wezwaniem św. Katarzyny został zbudowany w latach 1488–1491, jako kolejna świątynia w rozwijającym się mieście. Prace nad wystrojem kościoła trwały do 1500 roku, wtedy też został on poświęcony. W 1555 r. został kościołem parafialnym. W XVI w. dobudowana została górna kruchta i okrągła wieża ze schodami prowadzącymi na chór. W roku 1776 została dobudowana kaplica św. Jana Nepomucena. W latach 1580–1672 kościół użytkowany był przez ewangelików. W 1658 roku zaczęto odprawiać w nim msze w języku słowackim, dlatego do świątyni przylgnęła nazwa „kościoła słowackiego” – jako kontra dla „niemieckiego” kościoła Wniebowzięcia Marii Panny. Pod koniec XIX wieku budynek został regotyzowany.

## Architektura
Późnogotycki kościół otrzymał formę budowli jednonawowej, z wielobocznym zamknięciem po stronie wschodniej i z szeregiem kaplic po bokach korpusu nawowego. Trójprzęsłowa nawa otwarta została ku kaplicom ostrołukowymi arkadami, a same kaplice zostały nakryte sklepieniami sieciowymi o różnych kompozycjach. Dwa przęsła korpusu oraz zamknięcie zwieńczono sklepieniem gwiaździstym, których żebra spływają na figuralne wsporniki. Z uwagi na pochyłość gruntu dodatkowo zagrożonego osuwaniem z powodu usytuowania kościoła nad sztolniami górniczymi, wydrążonymi płytko pod Placem Świętej Trójcy, nie było możliwe postawienie rozbudowanego systemu filarów i przypór, dlatego funkcję odciążającą ściany jedynej nawy częściowo przejął otaczający ją ciąg kaplic bocznych. Nie wzniesiono również wież, a jedynym akcentem na zewnątrz bryły stała się okrągła w rzucie klatka schodowa wbudowana w aneks oraz sygnaturka na dwuspadowym dachu. Pod kościołem umieszczona została krypta, w której chowano bogatych i ważnych mieszczan.

## Wnętrze
Główny ołtarz jest barokowy z roku 1727, pozostałe ołtarze są neogotyckie lub neobarokowe. Najcenniejszym elementem dekoracji wnętrza świątyni są zachowane we fragmentach malowidła na południowej ścianie prezbiterium, odkryte podczas prac rekonstrukcyjnych w latach 70. XX w. Wykonane techniką mieszaną (częściowo jako freski, częściowo na sucho), przedstawiają sceny Sądu Ostatecznego. Należą do największych tego rodzaju dzieł na Słowacji. Z pierwotnego późnogotyckiego wyposażenia świątyni zachowała się wykonana z lipowego drewna rzeźba Madonny z 1506 r., pochodząca prawdopodobnie z głównego ołtarza, gdzie stała razem z figurami św. Katarzyny i św. Barbary (obecnie w muzeum w Starym Zamku). Po przemalowaniu w XIX w. umieszczona na ścianie kościoła. Poza tym zachował się krzyż z przełomu XV i XVI w. (w bocznej kruchcie) oraz bogato zdobiona kamienna, późnogotycka chrzcielnica z XVI w.

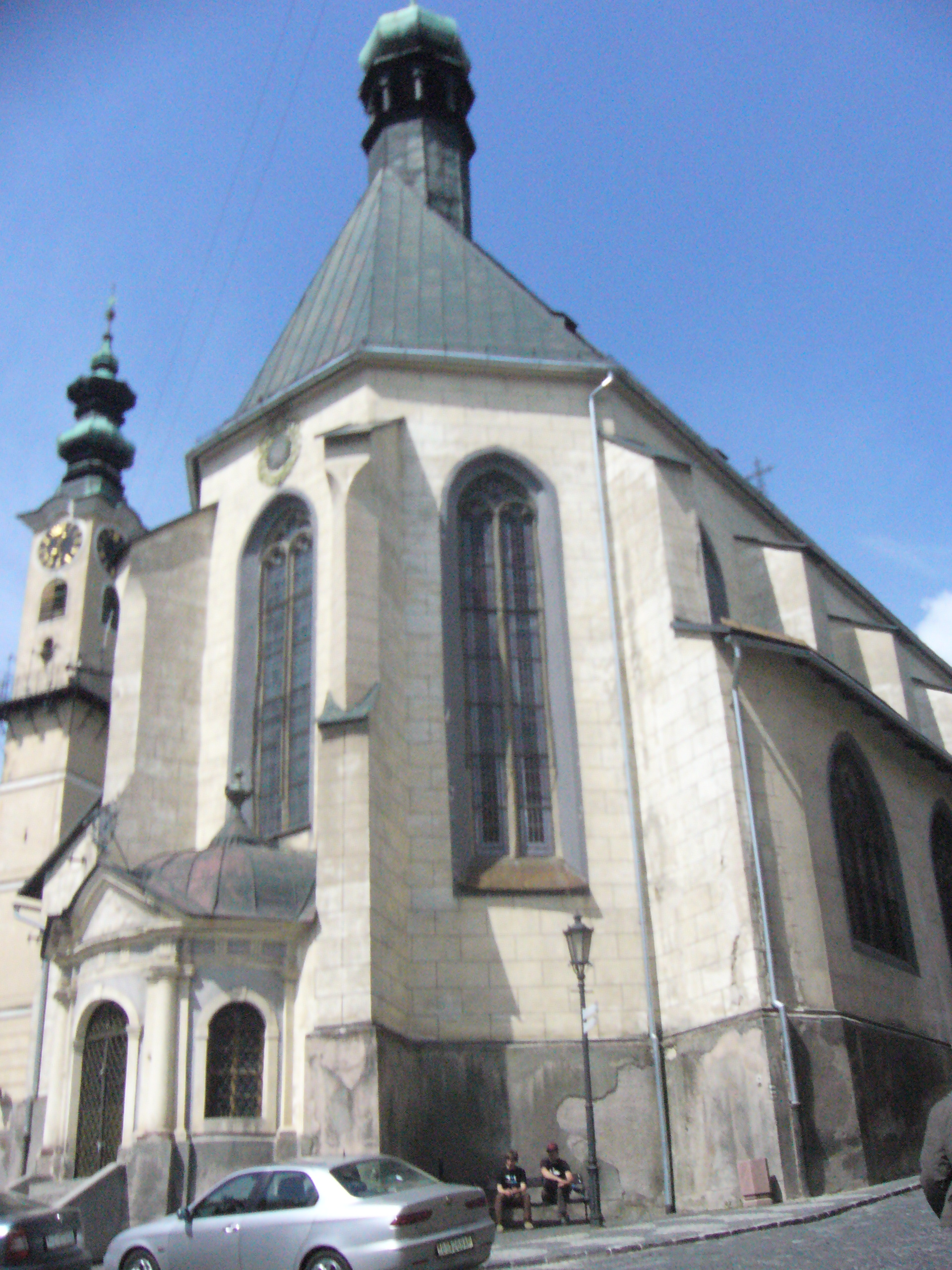
Widok od strony prezbiterium
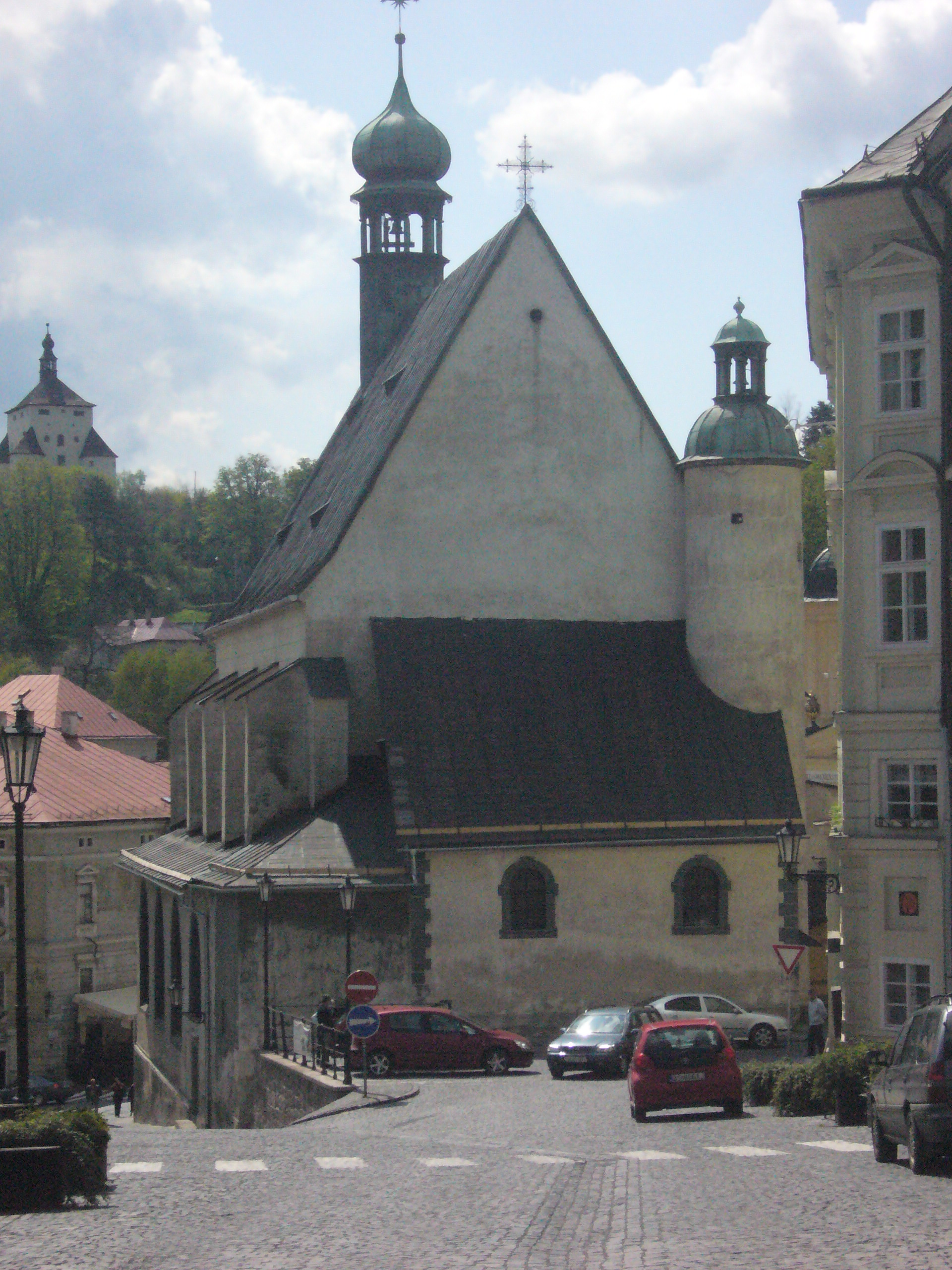
Widok od strony Placu Św. Trójcy
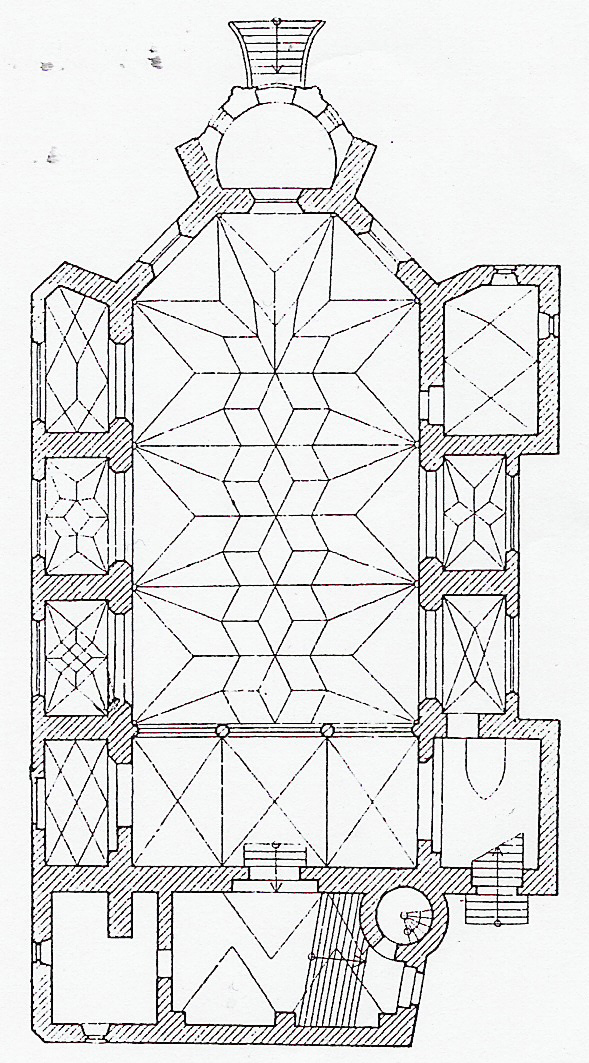
Kościół św. Katarzyny – rzut
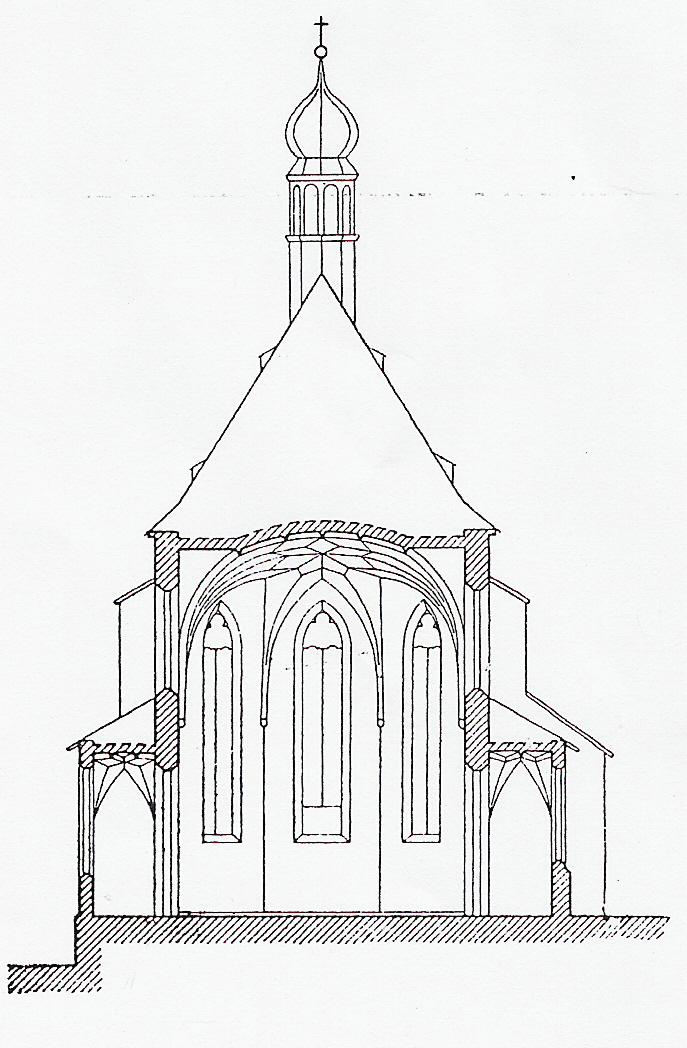
Kościół św. Katarzyny – przekrój
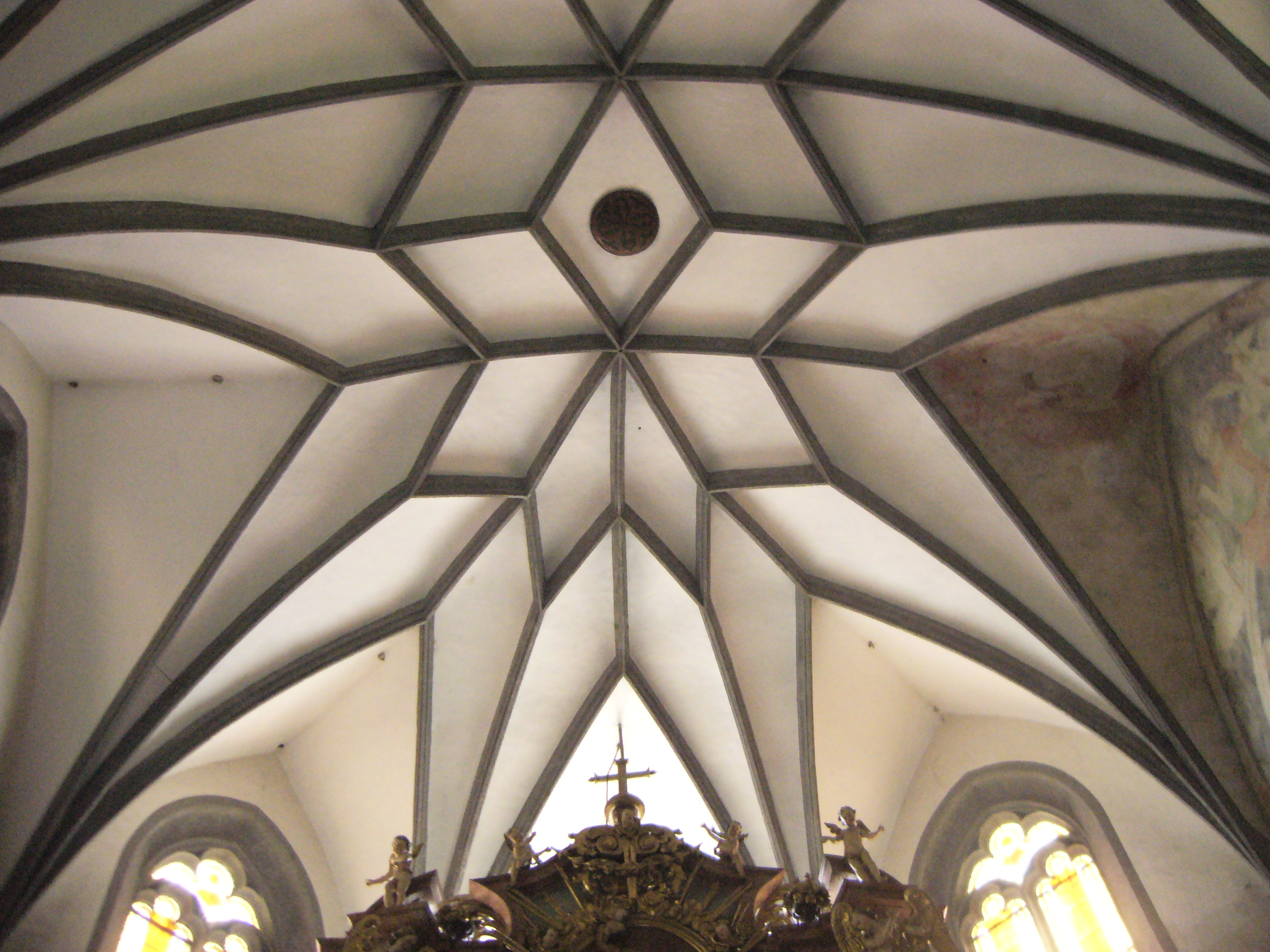
Sklepienie gwiaździste nad prezbiterium
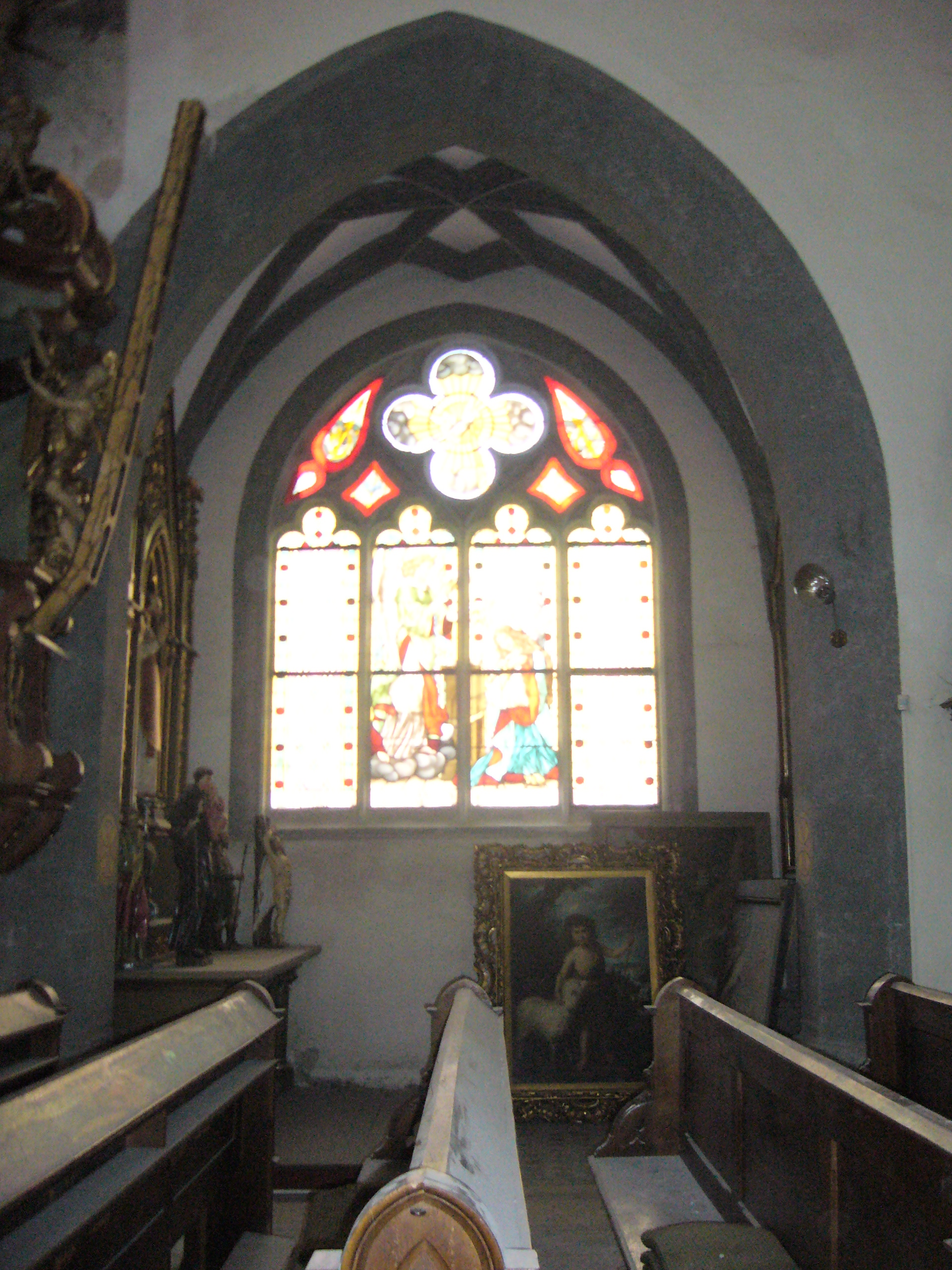
Gotyckie okno jednej z trzech kaplic północnych